# Kleiner Halken 2 (Aschersleben)

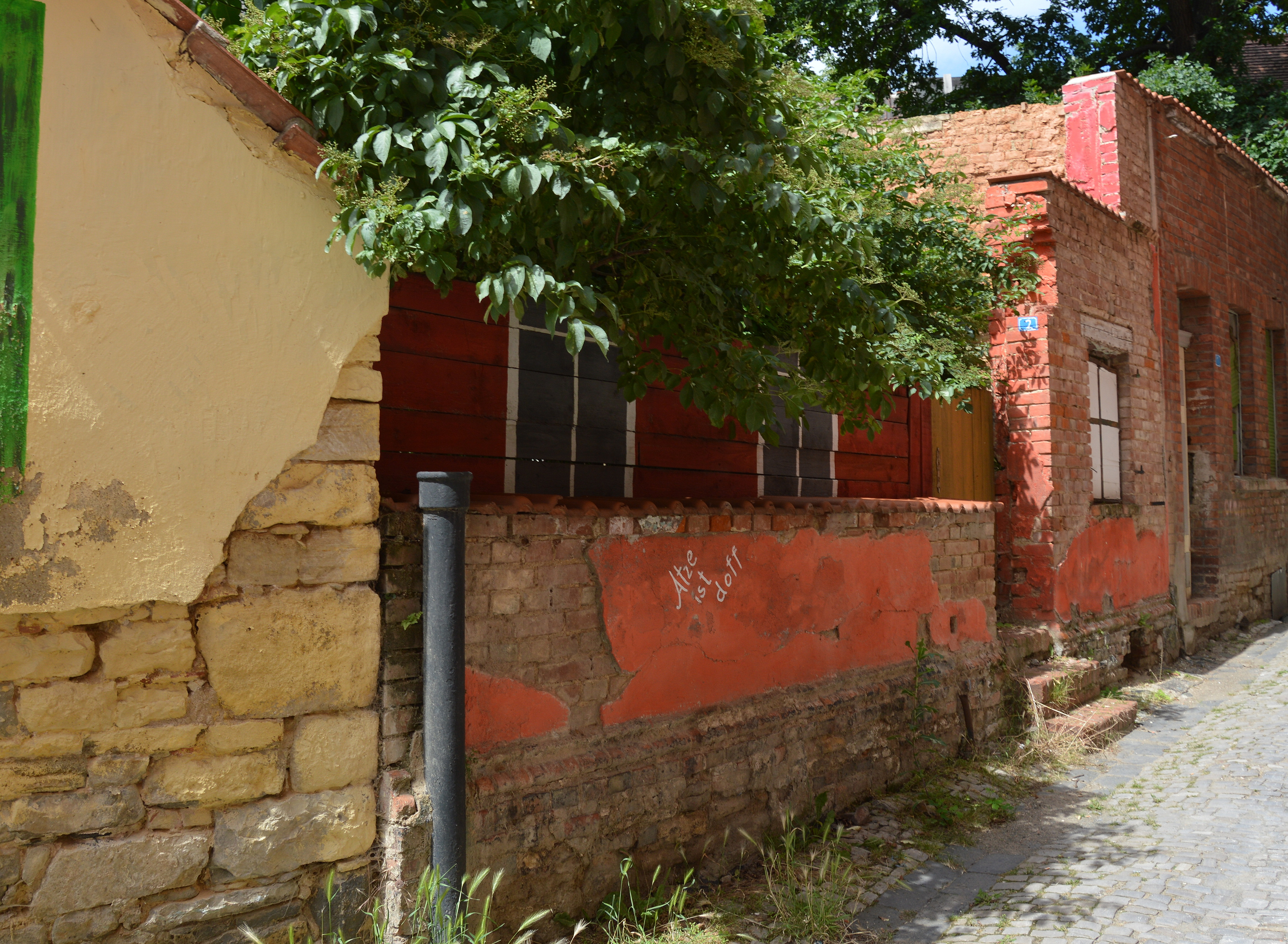
Kleiner Halken 2

Der Kleine Halken 2 war ein denkmalgeschütztes Wohnhaus in Aschersleben in Sachsen-Anhalt.

## Lage
Es befand sich im südlichen Teil der Aschersleber Innenstadt, südlich der Sankt-Stephani-Kirche, auf der Südseite der als Denkmalbereich ausgewiesenen schmalen Gasse Kleiner Halken. Östlich grenzte das ursprünglich gleichfalls als Baudenkmal ausgewiesene Grundstück Kleiner Halken 3 an.

## Geschichte und Architektur
Das eigentlich zweigeschossige Wohnhaus entstand in seinen wesentlichen Teilen im 16. und 19. Jahrhundert. Der massive Bau galt als in seinen ursprünglichen Proportionen eindrucksvoll. Besonders bemerkenswert war ein altertümliches Sohlbankgesims.
Nach längerem Leerstand und Verfall der Bausubstanz wurde das Gebäude bis auf kleinere Reste Anfang des 21. Jahrhunderts abgerissen. Erhalten blieben insbesondere untere Teile der straßenseitigen Hauswand.
Im örtlichen Denkmalverzeichnis war das Wohnhaus unter der Erfassungsnummer 094 80502 als Baudenkmal verzeichnet. Nach dem weitgehenden Abriss des Hauses wurde es im Jahr 2017 aus dem Denkmalverzeichnis ausgetragen.